# Dionne Warwick
Marie Dionne Warrick (East Orange, Nueva Jersey; 12 de diciembre de 1940), conocida por su nombre artístico Dionne Warwick, es una cantante, filántropa y presentadora de televisión estadounidense. De enorme influencia en la música pop estadounidense, Warwick se encuentra entre los cantantes más reconocidos y exitosos del mundo.
Es la segunda vocalista femenina (por detrás de Aretha Franklin) con más sencillos en la lista Hot 100 de Billboard durante la segunda mitad del siglo XX. También es una de las vocalistas con más números uno de todos los tiempos, con 80 canciones en total, ya sea en solitario o en colaboración (12 de ellos en el Top Ten). Billboard también la ubicó entre los "Mejores artistas de todos los tiempos".
En sus más de sesenta años de carrera, ha vendido más de 100 millones de discos en todo el mundo, ha publicado 38 álbumes de estudio, 5 álbumes en directo, 25 álbumes recopilatorios y más de 100 sencillos. También ha ganado muchos premios, incluidos seis Grammy, uno de ellos obtenido en 2019 en reconocimiento a toda su carrera. Ha sido incluida en el Paseo de la Fama de Hollywood, en el Grammy Hall of Fame, en el R&B Music Hall of Fame y en el Apollo Theater Walk of Fame. Asimismo, tres de sus canciones («Walk on By», «Alfie» y «Don't Make Me Over») han sido incluidas en el Salón de la Fama de los Grammy. En 2023 fue homenajeada en el Kennedy Center Honors como reconocimiento a su exitosa carrera y en 2024 fue incluida en el Rock and Roll Hall of Fame. Junto a Aretha Franklin, Warwick encabezó durante décadas el reinado de la música soul y pop y su influencia en la música de Estados Unidos ha sido enorme. Algunas de sus canciones han sido versionadas por artistas como Aretha Franklin, Barbra Streisand, Whitney Houston, Luther Vandross, Gloria Estefan, Anita Baker, Jennifer Hudson, entre más de 800 cantantes en todo el mundo. 
Es hermana de la fallecida cantante Dee Dee Warwick, sobrina de Cissy Houston, prima mayor de Whitney Houston, madre del músico Damon Elliott y abuela de la cantante Cheyenne Elliott.

## Biografía

### Primeros años
Marie Dionne Warrick, más tarde Warwick, nació en Orange, Nueva Jersey, hija de Lee Drinkard y Mancel Warrick. Se crio en East Orange y fue Girl Scout durante un tiempo. Después de terminar la East Orange High School en 1959, Warwick se doctoró en música en la University of Hartford, en Connecticut.
Se inició en la música como cantante góspel con su familia. Su padre era reverendo y su madre dirigía The Drinkard Singers, un grupo familiar de música religiosa que actuaban con frecuencia en el área metropolitana de Nueva York y oficiaban de coristas para otros artistas. El grupo estaba formado por Cissy Houston, Dionne Warwick, Dee Dee Warwick y Judy Clay, y luego incluyó a los abuelos de Warwick, Nicholas y Delia Drinkard, y sus hijos: William, Lee (la madre de Warwick) y Hansom.

### Inicios

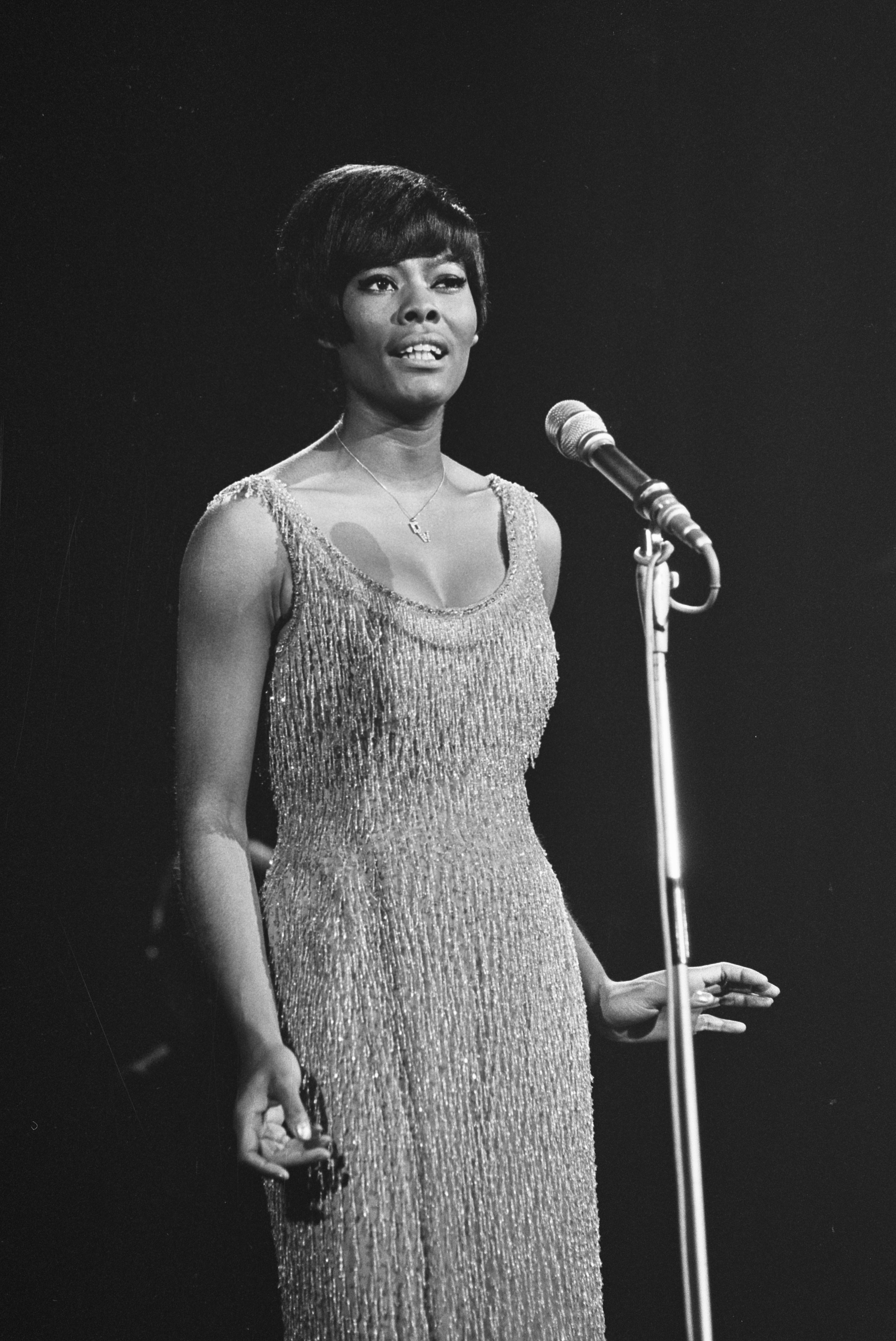
Warwick en Ámsterdam, 1966.

Consiguió algunos trabajos cantando coros para sesiones de grabación en la ciudad de Nueva York. Durante una sesión, Warwick conoció al productor Burt Bacharach, quien la contrató para grabar demos con canciones escritas por él y el letrista Hal David. Al escucharla, se quedaron impresionados y le consiguieron su propio contrato discográfico. Su debut en solitario fue en 1962 con el single "Don't Make Me Over", en cuya portada apareció por una errata de imprenta bajo el apellido Warwick, no Warrick, error que propició el nombre artístico de Dionne para toda su carrera. Este sencillo tuvo un cierto éxito, situación que volvería a repetirse en 1964 con "Anyone Who Had a Heart" y "Walk on By", este último todo un éxito. La demo de "It's Love That Really Counts", junto con la versión original de "Make It Easy on Yourself", aparecería en el álbum debut de Warwick, Presenting Dionne Warwick, que se lanzó a principios de 1963. 
En 1967 participó en el Festival de la Canción de San Remo, Italia, interpretando en italiano la canción La voce del silenzio, que luego haría popular Mina Mazzini. Por esos años, comenzó a colaborar también con el cantante Sacha Distel en la televisión francesa.  
El 17 de septiembre de 1969, CBS Television emitió el primer especial de televisión de Warwick, titulado The Dionne Warwick Chevy Special. Los invitados de Warwick fueron Burt Bacharach, George Kirby, Glen Campbell y Creedence Clearwater Revival. En 1970, Warwick formó su propio sello, Sonday Records, del cual fue presidenta. Les sucederían otros éxitos hasta 1971 en la que abandonó el sello Scepter por una fuerte disputa mantenida con Bacharach.
En su etapa posterior en Warner, consiguió algunos éxitos importantes, sobre todo con baladas románticas. Warwick grabó cinco álbumes con Warner: Dionne (1972), producido por Bacharach y David y un éxito modesto en las listas de éxitos; Just Being Myself (1973), producido por Holland-Dozier-Holland; Then Came You (1975), producido por Jerry Ragovoy; Track of the Cat (1975), producido por Thom Bell; y Love at First Sight (1977), producido por Steve Barri y Michael Omartian. Su contrato de cinco años con Warner expiró en 1977, y con eso, terminó su estadía en el sello discográfico. Posteriormente, firmó con Arista Records en 1979, donde comenzó una segunda racha de éxitos y álbumes de gran éxito hasta finales de la década de 1980.  

### Años 1980-1990
En 1979, Warwick grabó "I'll never love this way again" una balada pop en inglés escrita por Richard Kerr y Will Jennings, producida por Barry Manilow, que le valió un premio Grammy en 1980, y alcanzó el número #5 en los Billboard Hot 100. La canción y el álbum donde se incluía fueron calificados Oro por vender más de un millón de copias en Estados Unidos y Canadá. 
En 1980, presentó la primera temporada del programa televisivo Solid Gold, un espectáculo musical que se emitía los sábados por la noche y que contaba con numerosos invitados. Durante los dos años en que fue su presentadora, Warwick cantó con artistas como Frank Sinatra, Stevie Wonder, Barry White, Aretha Franklin o Gladys Knight.  
En 1982, obtuvo un nuevo éxito con "Heartbreaker", canción compuesta por The Bee Gees con la voz de Barry Gibb en el coro. En 1983, Warwick lanzó How Many Times Can We Say Goodbye, disco producido por Luther Vandross. El sencillo más exitoso del álbum fue la canción principal, "How Many Times Can We Say Goodbye", un dúo de Warwick/Vandross, que alcanzó el puesto #27 en el Billboard Hot 100. También se convirtió en un éxito Top 10 en Adult Contemporary y Listas de éxitos de R&B. Le siguió el álbum Finder of Lost Loves, una nueva colaboración con Barry Manilow y Burt Bacharach.  
En 1985, Warwick volvió a presentar el programa Solid Gold y tuvo como invitados a cantantes como Tina Turner, Whitney Houston, Air Supply ó Roberta Flack.  
Ese mismo año participó en la grabación de la canción benéfica "We Are the World", junto con vocalistas como Michael Jackson, Lionel Ritchie, Diana Ross y Ray Charles. La canción pasó cuatro semanas consecutivas en el número #1 de la lista Billboard Hot 100 y se convirtió en el mayor éxito del año: certificado cuatro veces Platino solo en los Estados Unidos. 
En esa misma época, grabó el sencillo benéfico de la Fundación Estadounidense para la Investigación del SIDA (AmFAR) "That's what Friends are for" (Para eso son los amigos, en español) junto a Gladys Knight, Elton John y Stevie Wonder. La canción, incluida en el álbum "Dionne and Friends", fue lanzada en octubre de 1985 y recaudó más de tres millones de dólares para la causa. La melodía fue un triple n.º 1 y se mantuvo cuatro semanas en la cima del Billboard Hot 100 a principios de 1986, vendiendo cerca de dos millones de copias solo en los Estados Unidos. En 1987, Warwick obtuvo otro éxito con "Love Power", el octavo éxito contemporáneo para adultos n.º 1 de su carrera, también alcanzó el n.º 5 en R&B y el n.º 12 en Billboard's Hot 100. Un dúo con Jeffrey Osborne, también escrito por Burt Bacharach y Carole Bayer Sager, apareció en el álbum Reservations for Two. La canción principal del álbum, un dueto con Kashif, también fue un éxito en las listas. Otros artistas que aparecen en el álbum son Smokey Robinson y June Pointer.
El álbum más publicitado de Warwick durante los años noventa fue Friends Can Be Lovers de 1993,  producido en parte por Ian Devaney y Lisa Stansfield. En el álbum se incluía "Sunny Weather Lover", que fue la primera canción que Burt Bacharach y Hal David escribieron juntos para Warwick en 1972. Fue el sencillo principal de Warwick en los Estados Unidos y Arista lo promocionó fuertemente, pero no lo logró. El álbum Aquarela Do Brasil de 1994 marcó el final del contrato de Warwick con Arista Records.

### Años 2000-2010

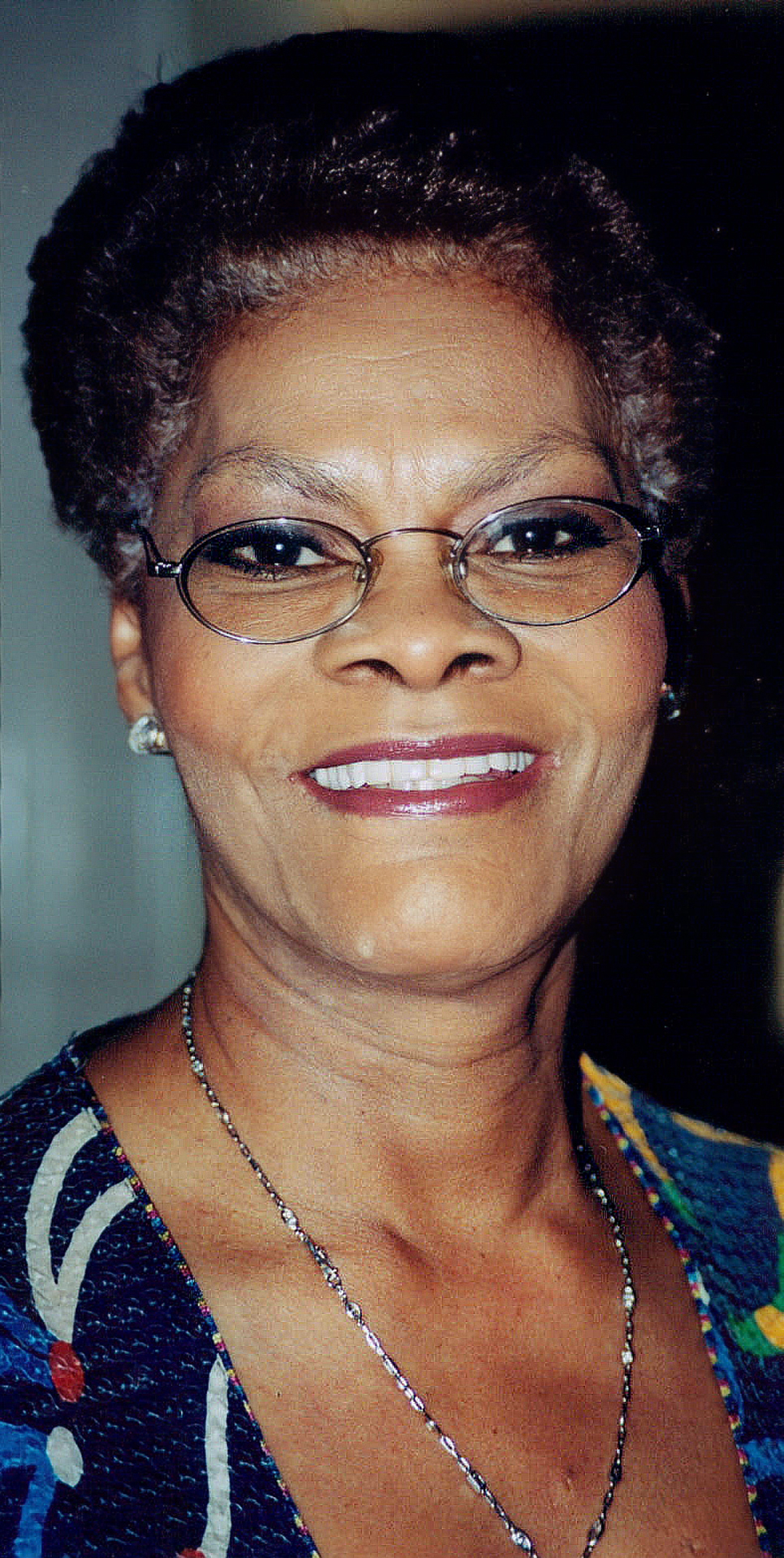
Warwick en 2002.

En 2002 fue nombrada Embajadora de Buena Voluntad de la Organización de las Naciones Unidas para la Alimentación y la Agricultura (FAO). En 2004, se lanzó el primer álbum navideño de Warwick. El CD, titulado My Favorite Time of the Year, presentaba interpretaciones jazzísticas de muchos clásicos navideños. En 2007, Rhino Records relanzó el CD con una nueva portada. En 2006, Warwick firmó con Concord Records después de quince años en Arista. Su primer y único lanzamiento para el sello fue My Friends and Me, un álbum de duetos que contiene reelaboraciones de sus viejos éxitos, muy similar a su CD de 1998 Dionne Sings Dionne. Entre sus compañeros de canto estaban Gloria Estefan, Olivia Newton-John, Wynonna Judd y Reba McEntire. El álbum alcanzó el puesto #66 en la lista de los mejores álbumes de R&B/Hip-Hop. El álbum fue producido por su hijo, Damon Elliott. Se planeó un álbum de seguimiento con los viejos éxitos de Warwick a dúo con vocalistas masculinos, pero el proyecto se canceló. La relación con Concord concluyó con el lanzamiento de My Friends and Me. Un CD recopilatorio de sus grandes éxitos y canciones de amor, The Love Collection, entró en la lista de álbumes del Reino Unido en el número #27 en febrero de 2008.
El segundo álbum de góspel de Warwick, Why We Sing, fue lanzado el 26 de febrero de 2008 en el Reino Unido y el 1 de abril de 2008 en los Estados Unidos. El álbum cuenta con apariciones especiales de su hermana Dee Dee Warwick y BeBe Winans. El 18 de octubre de 2008, Dee Dee murió en un hogar de ancianos en el condado de Essex, Nueva Jersey. Llevaba varios meses con problemas de salud. El 24 de noviembre de 2008, Warwick fue la estrella de "Divas II", un especial de ITV1 del Reino Unido. El espectáculo también contó con Rihanna, Leona Lewis, Sugababes, Pink, Gabriella Climi y Anastacia. Ese mismo año, Warwick comenzó a grabar un álbum de canciones de los cancioneros de Sammy Cahn y Jack Wolf. La grabación terminada, titulada Only Trust Your Heart, fue lanzada en 2011.
En febrero de 2012, su prima menor Whitney Houston fue hallada muerta en un cuarto de hotel. Unas semanas después, Warwick ofició el funeral, retransmitido en directo en todo el mundo. En 2014, se lanzó el álbum de duetos Feels So Good. Ese mismo año, Funkytowngrooves reeditó los álbumes remasterizados de Arista No Night So Long, How Many Times Can We Say Goodbye ("So Amazing") y Finder of Lost Loves ("Without Your Love"), todos ampliados con material adicional. En diciembre de 2015, el sitio web de Warwick lanzó el EP Tropical Love con cinco pistas inéditas de las sesiones de Aquarela Do Brasil de 1994.
En marzo de 2013, la cantante se declaró en bancarrota, con deudas acumuladas de unos diez millones de dólares. En 2016, fue incluida en el Salón de la Fama del Rhythm & Blues. En 2019 ganó el premio Grammy Lifetime Achievement Award, en reconocimiento a su legendaria carrera. 
En 2021, se estrenó el documental Dionne Warwick: Don't Make Me Over en el Festival Internacional de Cine de Toronto, donde fue honrada como ícono de la música. El 26 de noviembre de 2021, Warwick lanzó el sencillo "Nothing's Impossible", a dúo con Chance the Rapper y fue nominada para ingresar al Rock and Roll Hall of Fame. Ese mismo año, inició su última gira mundial, el  "She's Back: One Last Time" Tour, con presentaciones en Estados Unidos, Europa, Latinoamérica y Asia.
En 2023, grabó un dueto con Dolly Parton
 y recibió un homenaje del Kennedy Center como homenaje a su legendaria carrera. En el show participaron artistas como Gladys Knight, Chloe Bailey y Cynthia Erivo.

## Voz y legado
Warwick es una contralto, particularmente conocida por su musicalidad característica y su voz de canto "ronca". El crítico del New Yorker, Hilton Als, informó que, al principio de su carrera como cantante, el amplio rango vocal de Warwick "le permitió cantar notas bajas de contralto y elevarse como soprano". Según Mike Joyce de The Washington Post, algunas actuaciones en el álbum Dionne Warwick Sings Cole Porter (1990) capturan su calidez "y enfatizan su fraseo sutil". Al reseñar un concierto en 1983, el crítico musical de The New York Times, Stephen Holden, observó que la voz de Warwick se había profundizado "en un tono casi de barítono en su extremo inferior", lo que resultó en "una personalidad vocal cada vez más fascinante". De manera similar, en 2006, Sarah Dempster de The Guardian observó que la voz de Warwick "se ha vuelto más profunda con la edad, dando un acabado espléndidamente con cuerpo a todo".
Los críticos musicales han descrito a Warwick como la "musa" de los compositores Burt Bacharach y Hal David, término que el mismo Bacharach usaba para referirse a la cantante. Musicalmente, el crítico musical Stephen Holden de The New York Times y Ian Gittins de The Guardian describieron a Warwick como un cantante de soul-pop. Sin embargo, el biógrafo de AllMusic, William Ruhlmann, encontró a la cantante particularmente difícil de categorizar como vocalista y escribió: "Aunque Warwick creció cantando en la iglesia, no es una cantante de gospel. Ella Fitzgerald y Sarah Vaughan son influencias claras, pero ella no es una cantante de jazz. El R&B también es parte de su formación, pero tampoco es realmente una cantante de soul, al menos no en el sentido en que lo es Aretha Franklin". De manera similar, el crítico cree que Warwick combina elementos de jazz, R&B y gospel, lo que finalmente da como resultado un "cantante pop puro". El editor de Washington Informer, Kevin McNeir, informó que la entrega y la presencia en el escenario de Warwick a menudo se describen como "brillantes, relajantes, sensuales y conmovedoras". Un escritor del South Bend Tribune observó que Warwick generalmente se describe como una cantante "sofisticada", al tiempo que señaló que este término "no la ubica en una categoría musical específica". Un escritor de The Guardian describió a Warwick como "una de las mejores cantantes pop de todos los tiempos", mientras que Mikael Wood de Los Angeles Times la nombró "ese instrumento único en su tipo que definió la sofisticación pop a mediados de -1960".
Entre sus interpretaciones más recordadas, se pueden citar algunas como la famosísima "I Say a Little Prayer", "That's what friends are for", "Alfie", "Do You Know the Way to San Jose", "Promises, Promises", "This Girl's In Love With You", "Endless Love" (canción que grabó con Barry White y que también ha interpretado con Tom Jones), "I Always Get Caught in The Rain", "Who Can I Turn To", "I'll Never Love this way  Again", entre muchas otras.

## Discografía
- Presenting Dionne Warwick (1963)
- Anyone Who Had a Heart (1964)
- Make Way for Dionne Warwick (1964)
- The Sensitive Sound of Dionne Warwick (1965)
- Here I Am (1965)
- Here Where There Is Love (1966)
- On Stage and in the Movies (1967)
- The Windows of the World (1967)
- The Magic of Believing (1968)
- Dionne Warwick in Valley of the Dolls (1968)
- Promises, Promises (1968)
- Soulful (1969)
- I'll Never Fall in Love Again (1970)
- Very Dionne (1970)
- Dionne (1972)
- Just Being Myself (1973)
- Then Came You (1975)
- Track of the Cat (1975)
- Love at First Sight (1977)
- Dionne (1979)
- No Night So Long (1980)
- Friends in Love (1982)
- Heartbreaker (1982)
- How Many Times Can We Say Goodbye (1983)
- Finder of Lost Loves (1985)
- "Hot ! Live and Otherwise" (álbum) (1986)
- Friends (1985)
- Reservations for Two (1987)
- Dionne Sings Cole Porter (1990)
- Friends Can Be Lovers (1993)
- Aquarela do Brazil (1994)
- Dionne Sings Dionne (1998)
- Dionne Sings Dionne, Vol. 2 (2000)
- My Favorite Time of the Year (2004)
- My Friends & Me (2006)
- Why We Sing (2008)
- Only Trust Your Heart (2011)
- Feels So Good (2014)
- Tropical Love (2016)
- She's Back (2019)
- Dionne Warwick & the Voices of Christmas (2019)